# Olaus Henrici
Olaus Magnus Friedrich Erdmann Henrici, FRS (Meldorf, 9 de março de 1840 — Chandler's Ford, 10 de agosto de 1918) foi um matemático alemão.
De 1882 a 1884 Henrici foi presidente da London Mathematical Society. Em 1884 foi para o Central Technical College, onde dirigiu um laboratório de mecânica que incluiu a construção de máquinas de calcular, planímetros, integradores de momento e analizadores harmônicos.

## Obras
- Skeleton of structures: especially in their application to the building of steel and iron bridges. New York: Van Nostrand, 1867.
- Congruent figures, 1878.
- Elementary geometry. London: Longmans, Green, 1879.
- Vectors and rotors, 1903.

## Bibliography
- Hall, A. Rupert (1982). Science for industry: a short history of the Imperial College of Science and Technology and its antecedents. [S.l.]: Imperial College. ISBN 978-0-85287-143-0
- Hill, M. J. M. (1918). «Professor Olaus Henrici». Proc. London Math. Soc. 17 (1): xlii–xlix. doi:10.1112/plms/s2-17.1.1-u